# Joanne Froggatt
Joanne Froggatt (Littlebeck, 21 augustus 1980) is een Engelse theater-, televisie- en filmactrice.
Ze koos op 13-jarige leeftijd voor kostschool en een opleiding aan de Redroofs Theatre School in Maidenhead. Als zestienjarige debuteerde ze in The Bill als een kinderprostituee, een half jaar later volgde een vaste rol in Coronation Street waar ze anderhalf jaar het personage van kindmoedertje Zoe Tattersall neerzet.
In 2003 had ze de hoofdrol in de televisiefilm Danielle Cable: Eyewitness, een moorddrama gebaseerd op ware feiten. De film kreeg een BAFTA TV Award "Best Single Drama", en zelf kreeg ze nog de uitdrukkelijke dank voor haar vertolking van de persoon wier personage ze vertolkte.
Sinds 2010 speelde ze in Downton Abbey als Anna Smith, na haar huwelijk Anna Bates, hoofd dienstmeid, later kamenier. Zij kreeg als onderdeel van de gehele cast hiervoor in 2012 de Screen Actors Guild Award voor uitstekende prestatie door een ensemble in een dramaserie. Persoonlijk ontving ze meerdere nominaties voor haar rol bij de Emmy Awards en won ze in 2014 een Golden Globe voor beste vrouwelijke bijrol in een televisieserie.
Ze had gastrollen in onder andere A Touch of Frost, Casualty, The Last Detective, Life on Mars, Rebus, Robin Hood en The Royle Family. 
- Bibsys: 12002201
- Biblioteca Nacional de España: XX5653795
- Bibliothèque nationale de France: cb16640042s (data)
- Gemeinsame Normdatei: 106219022X
- International Standard Name Identifier: 0000 0000 7698 799X
- Library of Congress Control Number: no2010025296
- Nederlandse Thesaurus van Auteursnamen: 390636134
- Système universitaire de documentation: 189916982
- Virtual International Authority File: 107427611
- WorldCat: E39PBJjhGrT6VJ4yK6C7Rr4H4q